# Maria Lund
Maria Lund (pe numele real Maria Alexandra Aspasia Rantaniva , născută Lund-Ionitză pe 9 mai 1983 la München) este o cântăreață și actriță finlandeză de origine română (pe linie paternă). Lund este fiica solistei Tamara Lund și a cântărețului de operă Alexandru Ionitză.

## Spectacole

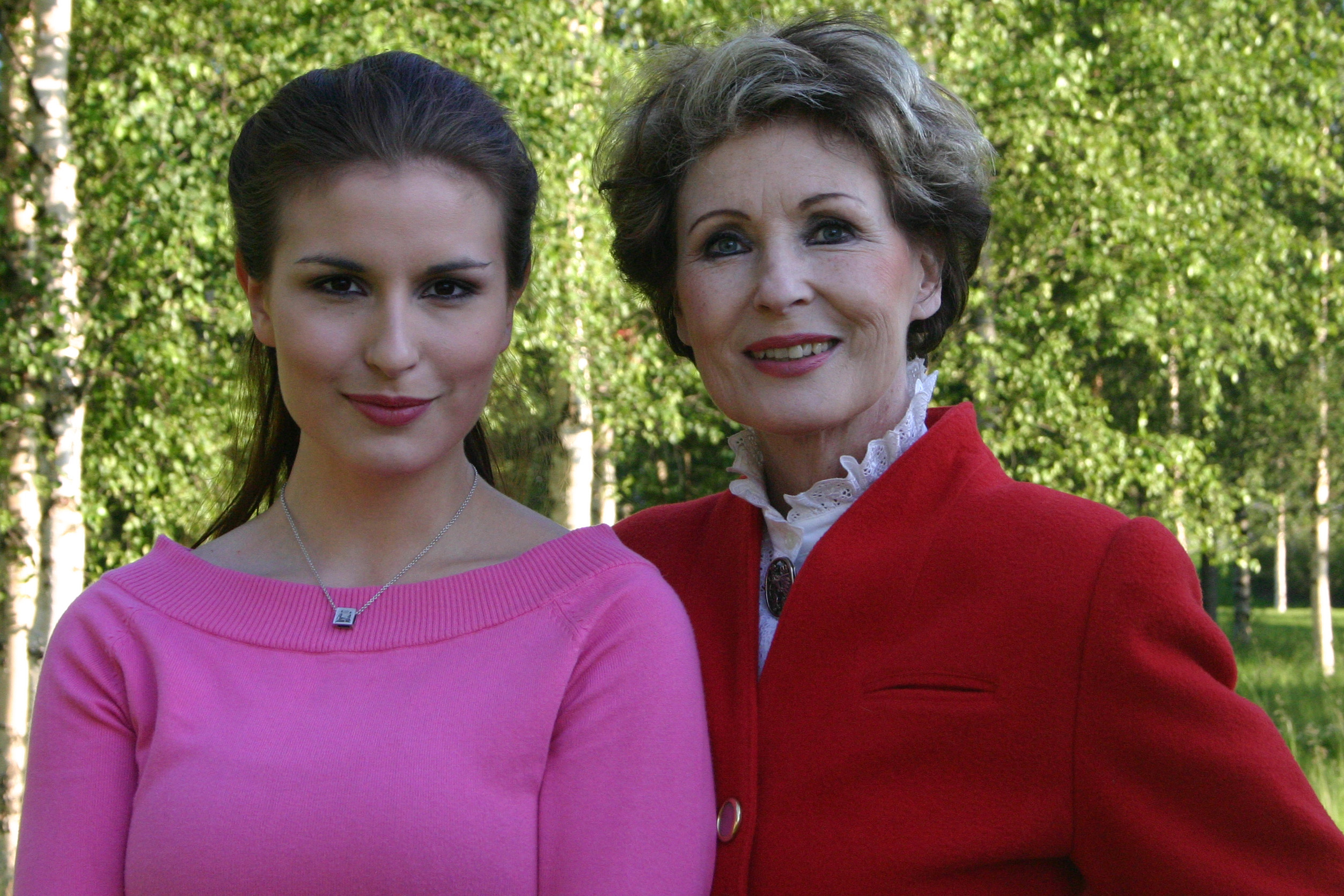
Maria Lund şi mama sa Tamara Lund

- Madama Butterfly, David Belasco (Cio-Cio-San) Helsingin Suomalainen Teatteri
- West Side Story, Leonard Bernstein (Maria) Tampereen Teatteri
- Leskimies Jalmari, Wilhem Moberg, Tampereen Teatteri
- Älä nyt hyvä mies, Matti Kuikkaniemi, Teatteri Eurooppa Neljä
- My Fair Lady, Fr. Loewe Tampereen Teatteri
- Suora Lähetys, Teatteri Eurooppa Neljä
- Kaunis Veera, Tatu Pekkarinen (Veera) Seinäjoen Kesäteatteri
- Naururyppy, Teatteri Eurooppa Neljä
- Pumpulitaivas, T.Salmela/H.Eskola, Tampereen Teatteri
- Laulu tulipunaisesta kukasta, Seinäjoen kesäteatteri
- Tivolilapset, Leino/Linkola (Eveliina) Seinäjoen kaupunginteatteri  Arhivat în 23 decembrie 2008, la Wayback Machine.

## Discografie
- Maria Lund & Mikko Rantaniva: Lähtöpiste... (2004)
- Maria Lund & Heikki Sarmanto: Äänet hämärässä (2005)
- Ajan sävel (2008)
- În pregătire The Sound of Music